# 661
661 (DCLXI na numeração romana) foi um ano comum do século VII, do Calendário Juliano, da Era de Cristo, teve início a uma sexta-feira e terminou também a uma sexta-feira, a sua letra dominical foi C.
| ano completo                       |
| ---------------------------------- |
| Ano comum com início à sexta-feira |

## Eventos
- Moáuia I, o primeiro califa omíada, é coroado em Jerusalém

## Nascimentos
- Gemmei, 43º imperador do Japão.

## Mortes
- Takara, imperatriz do Japão, que reinou por duas vezes, adotando os nomes de Kogyoku e Saimei, e foi respectivamente o 35º e 37º imperador do Japão.